# Judo ai XVII Giochi panamericani
Il judo ai XVII Giochi panamericani si è svolto al Hershey Centre di Mississauga, in Canada, dall'11 al 14 luglio 2015.

## Calendario
Tutti gli orari secondo il Central Standard Time (UTC-5).
| Data          | Inizio | Fine  | Evento                                | Fase                 |
| ------------- | ------ | ----- | ------------------------------------- | -------------------- |
| Sab 11 luglio | 15:35  | 21:30 | 48, 52 kg donne; 60 kg uomini         | Preliminari e finali |
| Dom 12 luglio | 15:35  | 21:30 | 66, 74 kg Uomini; 57 kg Donne         | Preliminari e finali |
| Lun 13 luglio | 15:35  | 22:00 | 81, 90 kg Uomini; 63, 70 kg Donne     | Preliminari e finali |
| Mar 14 luglio | 15:35  | 22:00 | 100, +100 kg Uomini; 78, +78 kg Donne | Preliminari e finali |

## Risultati

### Uomini
| Evento                      | Oro             | Argento           | Bronzo                            |
| Pesi super-leggeri (60 kg)  | Lenin Preciado  | Felipe Kitadai    | John Futtinico Yandry Torres      |
| Pesi mezzo-leggeri (66 kg)  | Charles Chibana | Antoine Bouchard  | Carlos Tondique Fernando Gonzalez |
| Pesi leggeri (73 kg)        | Magdiel Estrada | Alejandro Clara   | Augusto Miranda Arthur Margelidon |
| Pesi medio-leggeri (81 kg)  | Travis Stevens  | Ivan Felipe Silva | Pedro Castro Victor Penalber      |
| Pesi medi (90 kg)           | Tiago Camilo    | Asley González    | Jacob Larsen Isao Cárdenas        |
| Pesi medio-massimi (100 kg) | Luciano Corrêa  | Marc Deschenes    | Hector Campos José Armenteros     |
| Pesi massimi (+100 kg)      | David Moura     | Freddy Figueroa   | Alex Garcia Mendoza José Cuevas   |

### Donne
| Evento                     | Oro                    | Argento                     | Bronzo                                  |
| Pesi super-leggeri (48 kg) | Dayaris Mestre Alvarez | Paula Pareto                | Edna Carrillo Nathalia Brigida          |
| Pesi mezzo-leggeri (52 kg) | Érika Miranda          | Ecaterina Guica             | Angelica Delgado Gretter Romero         |
| Pesi leggeri (57 kg)       | Marti Malloy           | Catherine Beauchemin-Pinard | Rafaela Silva Aliuska Ojeda             |
| Pesi medio-leggeri (63 kg) | Estefania Garcia       | Stéfanie Tremblay           | Mariana Silva Maylin del Toro           |
| Pesi medi (70 kg)          | Kelita Zupancic        | Onix Cortés                 | Maria Portela Yuri Alvear               |
| Pesi medio-massimi (78 kg) | Kayla Harrison         | Mayra Aguiar                | Catherine Roberge Yalennis Castillo     |
| Pesi massimi (+78 kg)      | Idalys Ortiz           | Vanessa Zambotti            | Maria Suellen Altheman Nina Cutro-Kelly |

## Medagliere
| Posizione | Nazione     | Oro | Argento | Bronzo | Totale |
| --------- | ----------- | --- | ------- | ------ | ------ |
| 1         | Brasile     | 5   | 2       | 6      | 13     |
| 2         | Cuba        | 3   | 3       | 8      | 14     |
| 3         | Stati Uniti | 3   | 0       | 3      | 6      |
| 4         | Ecuador     | 2   | 1       | 0      | 3      |
| 5         | Canada      | 1   | 5       | 2      | 8      |
| 6         | Argentina   | 0   | 2       | 2      | 4      |
| 7         | Messico     | 0   | 1       | 3      | 4      |
| 8         | Colombia    | 0   | 0       | 3      | 3      |
| 9         | Colombia    | 0   | 0       | 1      | 1      |
| Totale    | Totale      | 14  | 14      | 28     | 56     |